# Sphiggurus
Sphiggurus är ett släkte av däggdjur som ingår i familjen trädpiggsvin.

## Beskrivning
Arterna når en kroppslängd (huvud och bål) av 28 till 65 cm och en svanslängd av 18 till 39 cm. Vikten varierar mellan 500 och 1340 gram. Dessa trädpiggsvin har liksom andra medlemmar av samma familj taggar på ryggen. I motsats till släktet Coendou finns mellan taggarna tjock päls och dessutom är pälsen på buken och andra kroppsdelar som saknar taggar mjukare. Pälsen och taggarnas färg varierar mellan gul, brun, grå och svart.
Dessa gnagare förekommer i Central- och Sydamerika från Mexiko till norra Argentina. Habitatet utgörs av olika slags skogar.
Liksom hos släktet Coendou klättrar individerna i träd och är aktiva på natten. På dagen vilar de i trädens håligheter. Födan utgörs av olika växtdelar som kompletteras ibland med insekter (främst myror). Per kull föds en unge.
IUCN listar 6 arter som livskraftig (LC) och 3 arter med kunskapsbrist (DD).

## Taxonomi
Arter enligt Catalogue of Life:
- Sphiggurus insidiosus
- Sphiggurus mexicanus
- Sphiggurus spinosus
- Sphiggurus vestitus
- Sphiggurus villosus

Wilson & Reeder (2005) listar ytterligare fyra arter, Sphiggurus ichillus, Sphiggurus melanurus, Sphiggurus pruinosus och Sphiggurus roosmalenorum.
Enligt IUCN (2016) är skillnaden mellan släktena Sphiggurus och Coendou inte tillräcklig tydlig. Där infogas alla arter som listas här i Coendou.